# Pristimantis gladiator
Espèce
Synonymes
- Eleutherodactylus gladiator Lynch, 1976

Statut de conservation UICN

 VU  : Vulnérable
Pristimantis gladiator est une espèce d'amphibiens de la famille des Craugastoridae.

## Répartition
Cette espèce se rencontre entre 2 270 et 2 910 m d'altitude sur le versant est de la cordillère Orientale :
- en Équateur dans les provinces de Napo et d'Imbabura ;
- en Colombie dans le département de Putumayo.

## Étymologie
Cette espèce est nommée en l'honneur de William Edward Duellman, en effet gladiator vient du latin gladiator, le gladiateur, et fait référence par jeu de mots à Duellman qui signifie en anglais l'homme de duel.

## Publication originale
- Lynch, 1976 : Three new leptodactylid frogs (genus Eleutherodactylus) from the Andean slopes of Columbia and Ecuador. Herpetologica, vol. 32, no 3, p. 310-317.